# حرشفة (تشريح)

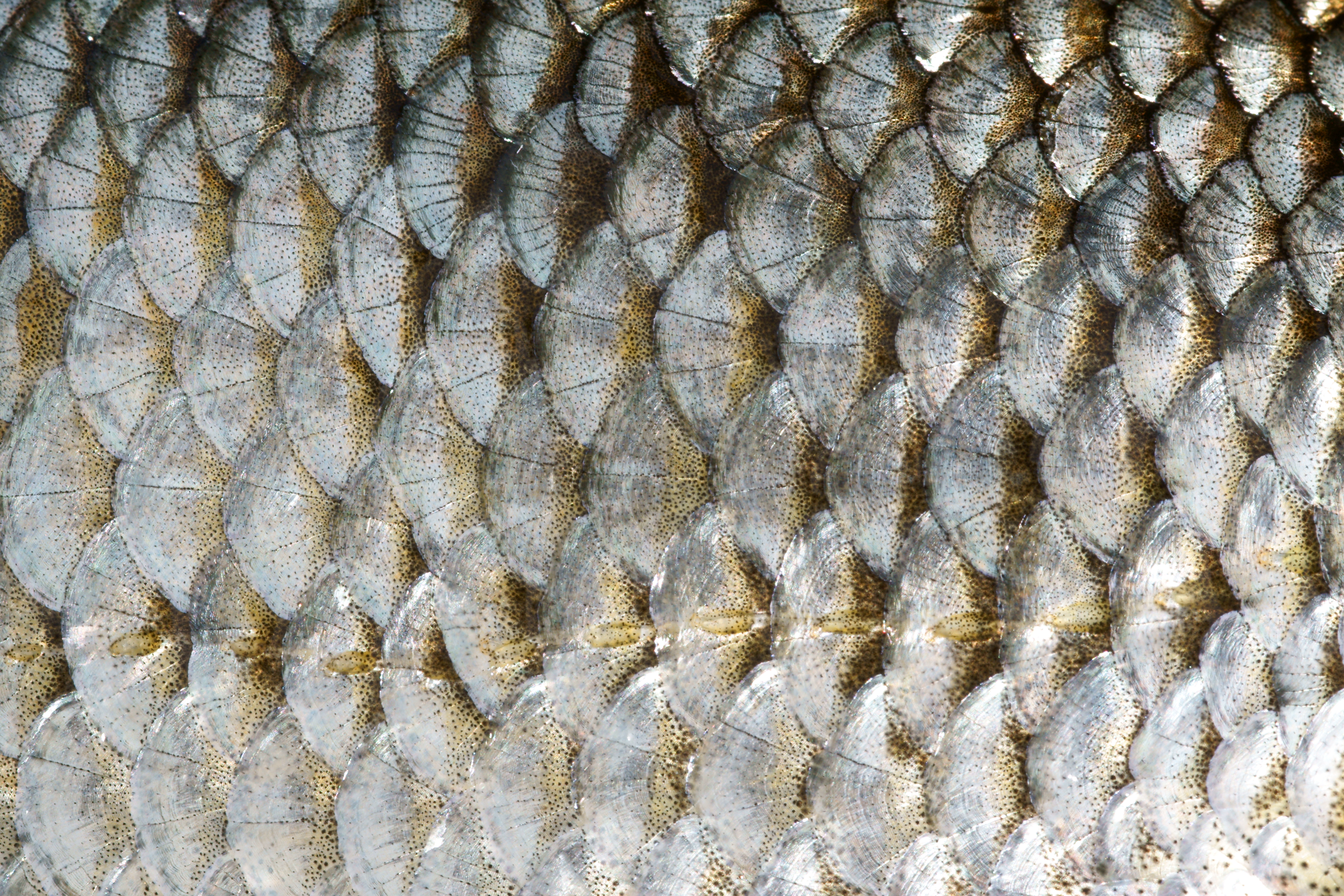
حراشف سمك روش شائع.

تشير الحراشف في علم الحيوان إلى تراكيب صلبة تشبه الصفائح تغطي جسم بعض الحيوانات، وتعمل كطبقة حماية. توجد الحراشف بشكل شائع في مجموعات مختلفة من الحيوانات، مثل الأسماك والزواحف وبعض الثدييات. وتؤدي الحراشف وظائف متعددة، مثل الحماية، التمويه، وتقليل مقاومة الماء أثناء الحركة.

## حراشف الأسماك
تُشتَقّ حراشف الأسماك من الجلد، وتحديدًا من الأديم المتوسط (الميزوديرم)، مما يميزها عن حراشف الزواحف من الناحية الحفرية. وتشارك الحراشف الجينات ذاتها التي تسهم في تطور الأسنان والشعر لدى الثدييات.